# ميلتون (ماساتشوستس)
ميلتون (بالإنجليزية: Milton, Massachusetts)‏ هي بلدة أمريكية تقع في الولايات المتحدة في مقاطعة نورفولك، ماساتشوستس. يقدر عدد سكانها بـ 27,003 نسمة ومساحتها 34.4 كم2 وترتفع عن سطح البحر 40 متر.

## أعلام
- آرثر دبليو. رايس
- دوك مارتن
- هنري فان برانت
- جيني سلايت
- ريتشارد بوكمينستر فولر
- كينيث أو. إميري
- جون تشيس
- هنري غاردنر
- كين كيسي
- جورج بوش الأب